# Riverland (Minnesota)
 (avril 2025).
Riverland est une census-designated place située dans le comté de Mahnomen, dans l’État du Minnesota, aux États-Unis. Lors du recensement de 2020, elle comptait 293 habitants.